# 1953 في الولايات المتحدة
فيما يلي قوائم الأحداث التي وقعت خلال عام 1953 في الولايات المتحدة.

## سياسة

### تعيين في المنصب
- 3 يناير – جون كينيدي عضو مجلس الشيوخ الأمريكي.
- 3 يناير – روبرت بيرد عضو مجلس النواب الأمريكي.
- 3 يناير – ستيوارت سايمينغتون عضو مجلس الشيوخ الأمريكي.
- 3 يناير – فريدريك جورج باين عضو مجلس الشيوخ الأمريكي.
- 3 يناير – هنري جاكسون عضو مجلس الشيوخ الأمريكي.
- 8 يناير – كريستيان هيرتر حاكم ماساتشوستس [الإنجليزية]‏.
- 8 يناير – وليام برادلي أومستد حاكم كارولينا الشمالية [الإنجليزية]‏.
- 12 يناير – جون وليام براون نائب حاكم ولاية أوهايو [الإنجليزية]‏.
- 20 يناير – بات نيكسون السيدة الثانية للولايات المتحدة.
- 20 يناير – دوايت أيزنهاور رئيس الولايات المتحدة.
- 20 يناير – مامي ايزنهاور السيدة الأولى للولايات المتحدة.
- 21 يناير – هربرت براونيل نائب عام الولايات المتحدة.
- 26 يناير – جون فوستر دالاس وزير الخارجية الأمريكي.
- 28 يناير – تشارلز إروين ويلسون وزير الدفاع الأمريكي.
- 4 فبراير – روبرت ب. أندرسون الأمين العام.
- 26 فبراير – ألين ويلش دالاس مدير الاستخبارات المركزية.
- 15 أغسطس – آرثر رادفورد رئيس هيئة الأركان المشتركة الأمريكية.
- 5 أكتوبر – إيرل وارين رئيس المحكمة العليا للولايات المتحدة.

### انتهاء فترة المنصب
- 1 يناير – بوب دول عضو مجلس نواب كنساس.
- 1 يناير – ريتشارد نيكسون عضو مجلس الشيوخ الأمريكي.
- 1 يناير – شيرمان آدمز حاكم نيو هامبشاير [الإنجليزية]‏.
- 3 يناير – جون كينيدي عضو مجلس النواب الأمريكي.
- 3 يناير – كريستيان هيرتر عضو مجلس النواب الأمريكي.
- 3 يناير – هنري كابوت لودج الابن عضو مجلس الشيوخ الأمريكي.
- 5 يناير – جون وودروو بونر حاكم مونتانا [الإنجليزية]‏.
- 12 يناير – أدلاي ستيفنسون الثاني حاكم إلينوي [الإنجليزية]‏.
- 20 يناير – باس ترومان السيدة الأولى للولايات المتحدة.
- 20 يناير – دين آتشيسون وزير الخارجية الأمريكي.
- 20 يناير – هاري ترومان رئيس الولايات المتحدة.
- 9 فبراير – والتر سميث مدير الاستخبارات المركزية.
- 1 أبريل – نيللي تايلي روس Director of the United States Mint [الإنجليزية]‏.
- 15 أغسطس – عمر برادلي رئيس هيئة الأركان المشتركة الأمريكية.
- 8 سبتمبر – فريدريك مور فينسون رئيس المحكمة العليا للولايات المتحدة.
- 5 أكتوبر – إيرل وارين حاكم كاليفورنيا.

## رياضة
- 1 يناير – إنديانابوليس 500 سنة 1953

## ظهور
- 1 يناير – ذا باريس ريفيو
- 1 يناير – فهرنهايت 451 كتاب من تأليف راي برادبري.
- 1 أكتوبر – بلاي بوي مجلة إباحية أمريكية.

## أفلام
من الأفلام التي صدرت هذه السنة في الولايات المتحدة:
- 1 يناير – أفعى النيل من إخراج وليام كاسل.
- 1 يناير – ادعني مدام من إخراج والتر لانغ.
- 1 يناير – الخوف والرغبة من إخراج ستانلي كوبريك.
- 1 يناير – الرداء من إخراج هنري كوستر.
- 1 يناير – المتاهة من إخراج ويليام كاميرون منزيس.
- 1 يناير – المعسكر 17 من إخراج بيلي وايلدر.
- 1 يناير – الهارب الصغير من إخراج روث أوركين، ريموند أبراشكين، موريس إنجل.
- 1 يناير – تيتانيك من إخراج جان نيغلسكو.
- 1 يناير – عطلة رومانية من إخراج ويليام وايلر.
- 1 يناير – كل الإخوة كانوا شجعان من إخراج ريتشارد ثورب.
- 1 يناير – ليلي من إخراج تشارلز والترز [الإنجليزية]‏.
- 1 يناير – من هنا إلى الخلود من إخراج فريد زينمان.
- 27 مارس – لنغني تحت المطر من إخراج ستانلي دونين، جين كيلي.
- 23 أبريل – شين من إخراج جورج ستيفنز.
- 4 يونيو – يوليوس قيصر من إخراج جوزيف مانكيفيتس.
- 4 يونيو – يوليوس قيصر من إخراج جوزيف مانكيفيتس.

## برامج ومسلسلات وأنمي
- غايدنغ لايت

## كتب
من الكتب التي صدرت هذه السنة في الولايات المتحدة:
- 1 يناير – البجعة السوداء من تأليف توماس مان.
- 1 يناير – الهاوية من عجائب الدنيا من تأليف Perley Poore Sheehan [الإنجليزية]‏.
- 1 يناير – شامبلو من تأليف كاثرين مور.
- 1 يناير – فهرنهايت 451 من تأليف راي برادبري.

## مواليد

### يناير
- 1 يناير – أبراهام ج. تيرنر
- 1 يناير – ارلين تور
- 1 يناير – باربرا فاست
- 1 يناير – بروس ريدل
- 1 يناير – بول باشيت
- 1 يناير – جيمس هاندي ممثل أمريكي.
- 1 يناير – دانييل آدامز مخرج أفلام من الولايات المتحدة الأمريكية.
- 1 يناير – دايل جاربي عالِم حاسوب من الولايات المتحدة الأمريكية.
- 1 يناير – دوري غولد دبلوماسي إسرائيلي.
- 1 يناير – ديراي ديفيس ممثل أمريكي.
- 1 يناير – روبرت رودات كاتب سيناريو من الولايات المتحدة الأمريكية.
- 1 يناير – ستيف شارنوفيتز
- 1 يناير – ستيف لوبيز صحفي أمريكي.
- 1 يناير – غاري جونسون سياسي أمريكي.
- 1 يناير – فيكي كولبيرت عالمة اجتماع كولومبية.
- 1 يناير – فيكي مايلز-لاجرانج
- 1 يناير – كورت باول
- 1 يناير – كوري ماي
- 1 يناير – مايا ينستوك نسويّة من الولايات المتحدة الأمريكية.
- 5 يناير – باميلا مارتن
- 5 يناير – جورج تينيت سياسي من الولايات المتحدة الأمريكية.
- 8 يناير – جيم بوستيك لاعب كرة سلة أمريكي.
- 10 يناير – بات بيناتار
- 14 يناير – جون لامبرت لاعب كرة سلة أمريكي.
- 15 يناير – ريكي سوبرز لاعب كرة سلة أمريكي.
- 16 يناير – سي جاي كوبيك لاعب كرة سلة أمريكي.
- 17 يناير – مارك جونز كاتب سيناريو أمريكي، ومخرج أفلام ومخرج تلفزيون، ومنتج أفلام ومنتج تلفزيوني.
- 20 يناير – بيل روبينزيني لاعب كرة سلة أمريكي.
- 21 يناير – بول ألين
- 22 يناير – جيم جارموش
- 23 يناير – أنطونيو فيلارايجوسا سياسي أمريكي.
- 23 يناير – راي جيراردين ممثل أمريكي.
- 25 يناير – هونكي تونك مان مصارع محترف من الولايات المتحدة الأمريكية.
- 27 يناير – جو بوب بريغز
- 28 يناير – جاك ويسدوم
- 29 يناير – بول فوسكو ممثل أمريكي.
- 29 يناير – تشارلي ويلسون
- 31 يناير – فيل هيكس لاعب كرة سلة من الولايات المتحدة الأمريكية.

### فبراير
- 8 فبراير – ماري ستينبرجن ممثلة أمريكية.
- 11 فبراير – جيب بوش سياسي أمريكي.
- 12 فبراير – توم كروب لاعب كرة سلة أمريكي.
- 16 فبراير – روبرتا وليامز
- 18 فبراير – فلاي ويليامز لاعب كرة سلة أمريكي.
- 19 فبراير – جورج هاردي لاعب كرة مضرب من الولايات المتحدة الأمريكية.
- 21 فبراير – كرستين إيبرسول ممثلة أمريكية.
- 26 فبراير – مايكل بولتون
- 28 فبراير – بول كروغمان عالم اقتصاد أمريكي.
- 28 فبراير – لوثر بوردن لاعب كرة سلة أمريكي.

### مارس
- 1 مارس – تشاك زيتو ممثل أمريكي.
- 1 مارس – دان كاثي
- 2 مارس – روس فينغولد سياسي أمريكي.
- 5 مارس – مايكل ساندل
- 6 مارس – كارولين بوركو
- 8 مارس – كاثي شاور ممثلة أمريكية.
- 16 مارس – ريتشارد ستولمن
- 17 مارس – كلايد مايس لاعب كرة سلة من الولايات المتحدة الأمريكية.
- 23 مارس – ريتش كيلي لاعب كرة سلة أمريكي.
- 24 مارس – روز جوتمولر دبلوماسية من الولايات المتحدة الأمريكية.
- 24 مارس – لوي أندرسون
- 31 مارس – أرموند هيل

### أبريل
- 1 أبريل – باري سونيدفيلد
- 3 أبريل – جيمس سميث ملاكم من الولايات المتحدة الأمريكية.
- 6 أبريل – أندي هيرتيزفيلد
- 9 أبريل – ستيفن بادوك ارهابي.
- 11 أبريل – ايمي فان نوستراند ممثلة أمريكية.
- 16 أبريل – جاي ساندرز ممثل أمريكي.
- 16 أبريل – دوغلاس م. فريزر ضابط من الولايات المتحدة الأمريكية.
- 18 أبريل – تايرون إيفرت
- 21 أبريل – ديف مايرز لاعب كرة سلة أمريكي.
- 23 أبريل – جيمس روسو
- 24 أبريل – إريك بوغوسيان
- 25 أبريل – رون كليمنتس
- 27 أبريل – إلين شولمان بيكر
- 27 أبريل – بات هنن متسابق دراجات نارية من الولايات المتحدة الأمريكية.
- 28 أبريل – كيم غوردون موسيقية أمريكية.

### مايو
- 2 مايو – جمال ويلكس لاعب كرة سلة أمريكي.
- 3 مايو – إيرين روزنفيلد
- 9 مايو – ايمي هيل
- 10 مايو – رودي هاكيت
- 11 مايو – بويد جاينز ممثل أمريكي.
- 12 مايو – كيفن جريفي لاعب كرة سلة أمريكي.
- 14 مايو – مايكل هيبرانكو
- 15 مايو – جورج بريت لاعب كرة قاعدة من الولايات المتحدة الأمريكية.
- 15 مايو – جوناثان ويليام جرينيت ضابط من الولايات المتحدة الأمريكية.
- 15 مايو – كليفانت ديريكس
- 19 مايو – ألبار بيون
- 25 مايو – جانيس كاربينسكي عسكرية من الولايات المتحدة الأمريكية.
- 26 مايو – دان روندفيلد لاعب كرة سلة أمريكي.
- 29 مايو – داني إلفمان

### يونيو
- 4 يونيو – ليندا لينغل المرأة الحديدية.
- 5 يونيو – بوب روزسينشين
- 5 يونيو – كاثلين كينيدي منتج أفلام أمريكي.
- 7 يونيو – جون لاسكوفسكي لاعب كرة سلة أمريكي.
- 10 يونيو – جون إدواردز سياسي أمريكي.
- 12 يونيو – تيس جريتسين
- 13 يونيو – تيم ألين
- 14 يونيو – ديفيد كيركباتريك صحفي من الولايات المتحدة الأمريكية.
- 18 يونيو – بروس سيلز لاعب كرة سلة أمريكي.
- 19 يونيو – كين دافيتيان
- 20 يونيو – براين دافي رائد فضاء أمريكي.
- 20 يونيو – روبرت آلان ماكدونالد مدير من الولايات المتحدة الأمريكية.
- 22 يونيو – سيندي لوبر
- 23 يونيو – بارون هيل سياسي أمريكي.
- 23 يونيو – رودي وايت لاعب كرة سلة أمريكي.
- 24 يونيو – وليام مورنر
- 26 يونيو – روبرت دافي
- 26 يونيو – غريفيث روثرفورد هارش جراح من الولايات المتحدة الأمريكية.
- 27 يونيو – آن هيرن ممثلة أمريكية.

### يوليو
- 3 يوليو – بوب كارينغتون لاعب كرة سلة أمريكي.
- 5 يوليو – جيمس شتاينبرغ دبلوماسي أمريكي.
- 6 يوليو – ستانلي ديسانتيس ممثل أمريكي.
- 9 يوليو – جورج بوتشي لاعب كرة سلة من الولايات المتحدة الأمريكية.
- 9 يوليو – ميجور جونز لاعب كرة سلة أمريكي.
- 11 يوليو – ليون سبينكس ملاكم من الولايات المتحدة الأمريكية.
- 12 يوليو – كين سميث لاعب كرة سلة من الولايات المتحدة الأمريكية.
- 13 يوليو – جيل برمنغهام
- 15 يوليو – نورتون بارنهيل لاعب كرة سلة أمريكي.
- 17 يوليو – توماس كارتر
- 19 يوليو – هوارد شولتز
- 20 يوليو – توماس فريدمان
- 25 يوليو – أندريه ماكارتر
- 25 يوليو – روبرت زوليك سياسي أمريكي.
- 26 يوليو – إيرل تاتوم لاعب كرة سلة أمريكي.
- 27 يوليو – غوس جيرارد لاعب كرة سلة أمريكي.
- 28 يوليو – برايان جورجيان
- 29 يوليو – تيم غان
- 29 يوليو – كين بيرنز مخرج أفلام من الولايات المتحدة الأمريكية.
- 30 يوليو – سوزان بافت

### أغسطس
- 2 أغسطس – بروس ثورنتون
- 3 أغسطس – بروس رايند عالم نفس أمريكي.
- 3 أغسطس – بوب غروس لاعب كرة سلة أمريكي.
- 4 أغسطس – ريتشارد وايت
- 5 أغسطس – روبن رودريغيز لاعب كرة سلة بورتوريكي.
- 6 أغسطس – جانيت نيوبيري لاعبة كرة مضرب أمريكية.
- 7 أغسطس – جين شورت لاعب كرة سلة أمريكي.
- 8 أغسطس – لويد أوستن عسكري من الولايات المتحدة الأمريكية.
- 11 أغسطس – هولك هوجان
- 12 أغسطس – تشاك كاري لاعب كرة قدم من الولايات المتحدة الأمريكية.
- 14 أغسطس – توم ديسيليو
- 14 أغسطس – جيمس هورنر
- 18 أغسطس – لوي غومرت سياسي أمريكي.
- 19 أغسطس – لينوود سليم
- 20 أغسطس – بيتر هورتون ممثل أمريكي.
- 27 أغسطس – مارشال روجرز
- 27 أغسطس – مايكل وولف
- 30 أغسطس – روبرت باريش لاعب كرة سلة أمريكي.

### سبتمبر
- 3 سبتمبر – آر بروس إليوت
- 4 سبتمبر – لورانس هيلتون جاكوبس
- 8 سبتمبر – إستير تاكيوشي
- 9 سبتمبر – ريكاردو سانشيز جندي من الولايات المتحدة الأمريكية.
- 10 سبتمبر – ايمي ايرفينغ ممثلة أمريكية.
- 16 سبتمبر – كورت فولر ممثل أمريكي.
- 16 سبتمبر – ليني كلارك
- 17 سبتمبر – جونيور بريدجمان لاعب كرة سلة أمريكي.
- 20 سبتمبر – ستيف توم ممثل أمريكي.
- 24 سبتمبر – كونيل نورمان لاعب كرة سلة أمريكي.
- 27 سبتمبر – مونتي توفه

### أكتوبر
- 2 أكتوبر – توم بوزويل لاعب كرة سلة أمريكي.
- 4 أكتوبر – جيم ماكيلروي لاعب كرة سلة أمريكي.
- 4 أكتوبر – ستيف غرين لاعب كرة سلة أمريكي.
- 7 أكتوبر – تيكو توريز
- 9 أكتوبر – توني شلهوب
- 9 أكتوبر – جيروم أندرسون
- 9 أكتوبر – هانك فيستر لاعب كرة مضرب أمريكي.
- 10 أكتوبر – جوس وليامز لاعب كرة سلة أمريكي.
- 11 أكتوبر – ديفيد مورس ممثل أمريكي.
- 12 أكتوبر – جيمي هوتز موسيقي أمريكي.
- 14 أكتوبر – غريغ إفيغان
- 16 أكتوبر – ألونزو برادلي لاعب كرة سلة أمريكي.
- 16 أكتوبر – مارثا سميث
- 16 أكتوبر – مايك سوجورنر لاعب كرة سلة أمريكي.
- 19 أكتوبر – ليونيل هولينز
- 26 أكتوبر – جو ميريويثير
- 26 أكتوبر – ويلي سميث لاعب كرة سلة أمريكي.
- 27 أكتوبر – مايكل بيكر رائد فضاء أمريكي.
- 30 أكتوبر – تشارلز مارتن سميث ممثل أمريكي.
- 31 أكتوبر – جون لوكاس الثاني لاعب كرة مضرب أمريكي.
- 31 أكتوبر – مايكل ج. أندرسون

### نوفمبر
- 1 نوفمبر – إريك فيرنستين لاعب كرة سلة أمريكي.
- 1 نوفمبر – دارل عيسى سياسي أمريكي.
- 3 نوفمبر – دينيس ميلر
- 3 نوفمبر – كايت كابشاو
- 8 نوفمبر – جون مسكر
- 13 نوفمبر – فرانسيس كونروي ممثلة أمريكية.
- 19 نوفمبر – روبرت بلتران ممثل أمريكي.
- 20 نوفمبر – فيل سيلرز
- 23 نوفمبر – لويد والتون لاعب كرة سلة أمريكي.
- 27 نوفمبر – ستيف بانون
- 27 نوفمبر – كورتيس أرمسترونغ ممثل أمريكي.
- 28 نوفمبر – مايكل تشيرتوف
- 30 نوفمبر – مايك إسبي سياسي أمريكي.

### ديسمبر
- 6 ديسمبر – توم هولس
- 8 ديسمبر – كيم بايسنجر
- 8 ديسمبر – نورمان فينكلشتاين
- 9 ديسمبر – جون مالكوفيتش
- 9 ديسمبر – وورلد بي فري لاعب كرة سلة من الولايات المتحدة الأمريكية.
- 10 ديسمبر – راندال تكس كوب
- 11 ديسمبر – إيبن أليكسندر
- 11 ديسمبر – بوب بيتس مهندس من الولايات المتحدة الأمريكية.
- 11 ديسمبر – بيس آرمسترونغ
- 13 ديسمبر – بن برنانكي عالم اقتصاد أمريكي.
- 15 ديسمبر – جون ألين ضابط من الولايات المتحدة الأمريكية.
- 17 ديسمبر – بيل بولمان ممثل أمريكي.
- 18 ديسمبر – جو بيس لاعب كرة سلة أمريكي.
- 24 ديسمبر – تيموثي كارهارت ممثل أمريكي.
- 25 ديسمبر – جيمي بيكر لاعب كرة سلة من الولايات المتحدة الأمريكية.
- 26 ديسمبر – بوب بيغلو لاعب كرة سلة أمريكي.
- 30 ديسمبر – دانيال تي باري رائد فضاء أمريكي.
- 31 ديسمبر – تشاكي ويليامز لاعب كرة سلة أمريكي.
- 31 ديسمبر – جيمس ريمار ممثل أمريكي.

## وفيات

### يناير
- 1 يناير – هانك ويليامز (مواليد 1923)
- 4 يناير – آرثر هويت (مواليد 1874)
- 8 يناير – تشارلز إدوارد ميريام (مواليد 1874) عالم سياسة من الولايات المتحدة الأمريكية.
- 17 يناير – توماس جاغار (مواليد 1871)

### فبراير
- 2 فبراير – ألان كورتيس (مواليد 1909) ممثل أمريكي.
- 17 فبراير – هنري كرو (مواليد 1859)
- 24 فبراير – دوغلاس هوتون كامبل (مواليد 1859) عالم نبات أمريكي.
- 27 فبراير – بول هيرست (مواليد 1888)

### مارس
- 2 مارس – جيمس لايتبادى (مواليد 1882) منافِس ألعاب قوى من الولايات المتحدة الأمريكية.
- 3 مارس – جيمس جيفريز (مواليد 1875) ملاكم من الولايات المتحدة الأمريكية.
- 15 مارس – كارل ستوكديل (مواليد 1874) ممثل أمريكي.
- 28 مارس – جيم ثورب

### مايو
- 18 مايو – ممفيس بال مور (مواليد 1894) ملاكم من الولايات المتحدة الأمريكية.
- 30 مايو – جورج بارنز (مواليد 1892) مصور سينمائي أمريكي.

### يونيو
- 5 يونيو – بيل تيلدن (مواليد 1893) لاعب كرة مضرب أمريكي.
- 5 يونيو – وليام فارنوم (مواليد 1876) ممثل أمريكي.
- 19 يونيو – نورمان روس (مواليد 1896) سباح أمريكي.
- 24 يونيو – جورج هربرت ووكر (مواليد 1875)
- 26 يونيو – ناثان لويس ميلر (مواليد 1868) قاضي أمريكي.
- 27 يونيو – وليام تشامبر كوكر (مواليد 1872) عالم نبات أمريكي.

### يوليو
- 11 يوليو – أوليفر كامبل (مواليد 1871) لاعب كرة مضرب من الولايات المتحدة.
- 22 يوليو – إدوارد إل يهي (مواليد 1886) سياسي أمريكي.
- 24 يوليو – تشارلز توبي (مواليد 1880) سياسي أمريكي.
- 25 يوليو – أليس باش غولد (مواليد 1868) مؤرخة أمريكية.
- 31 يوليو – روبرت تافت (مواليد 1889) سياسي أمريكي.

### أغسطس
- 10 أغسطس – بيل تيت (مواليد 1911) ملاكم من الولايات المتحدة الأمريكية.

### سبتمبر
- 5 سبتمبر – فرنسيس فورد (مواليد 1881)
- 8 سبتمبر – فريدريك مور فينسون (مواليد 1890) سياسي أمريكي.
- 28 سبتمبر – إدوين هابل (مواليد 1889) عالم فلك أمريكي.

### أكتوبر
- 6 أكتوبر – بورتر هول (مواليد 1888)

### نوفمبر
- 27 نوفمبر – أوجين أونيل (مواليد 1888)
- 28 نوفمبر – فرانك أولسن (مواليد 1910) كيميائي أمريكي.

### ديسمبر
- 13 ديسمبر – بالدوين كوك (مواليد 1888) ممثل أمريكي.
- 13 ديسمبر – كويت ألبرتسون (مواليد 1880)
- 20 ديسمبر – كينغ أومالي (مواليد 1854) سياسي أسترالي.
- 24 ديسمبر – رالف لنتون (مواليد 1894)
- 25 ديسمبر – كارتر هاريسون (مواليد 1860) سياسي أمريكي.